# Jacob Kohnstamm
Jacob Kohnstamm, né le 14 novembre 1949 à Wassenaar (Pays-Bas), est un homme politique néerlandais. Membre du parti Démocrates 66 (D66), dont il est le président de 1982 à 1986, il est député de 1981 à 1982 puis de 1986 à 1994, secrétaire d'État à l'Intérieur de 1994 à 1998 puis sénateur de 1999 à 2004.

## Biographie
Jacob Kohnstamm est élu député à la Seconde Chambre des États généraux lors des élections législatives de 1981, fonction qu'il occupe jusqu'en 1982. Il redevient député de 1986 à 1994, occupant entre mai et août de cette dernière année la fonction de septième vice-président de la Chambre. Investi sur les sujets liés à la police, la justice et l'administration, il défend une proposition de loi sur l'euthanasie puis en 1993 une autre sur la limitation des examens médicaux obligatoires liés à l'embauche et aux assurances, défendue par Roger van Boxtel, qui est promulguée en 1997.
Le 22 août 1994, Jacob Kohnstamm est nommé secrétaire d'État à l'Intérieur dans le gouvernement de Wim Kok ; il est notamment chargé de la politique de la ville, de la sécurité, de la loi électorale et de la politique d'information. En 1995, il publie le mémorandum de politique de sécurité 1995-1998 : il annonce des mesures pour réduire l'insécurité et lutter contre les nuisances liées à l'usage de drogues. La même année, il publie un mémorandum sur la réforme du système électoral pour la Seconde Chambre, introduisant un système électoral où la moitié de ses membres sont élus au niveau national et l'autre moitié dans cinq circonscriptions au scrutin proportionnel. En 1997, il dépose un projet de loi électoral sur les municipalités et les provinces, qui précise les conditions de vote aux élections locales pour les étrangers, en excluant les immigrés illégaux. En 1998, un amendement est apporté à la loi sur l'ombudsman, modifiant ses prérogatives. Jacob Kohnstamm quitte le gouvernement le 3 août 1998.
Il est ensuite sénateur à la Première Chambre des États généraux de 1999 à 2004. Il s'implique notamment sur les sujets liés à la justice, les affaires étrangères, la santé publique et la coopération européenne.
De 2004 à 2016, il est président de l'Autorité néerlandaise de protection des données (en). Il est ensuite président-coordonnateur des comités régionaux d'examen sur l'euthanasie.
En 2008, il devient membre du comité d'initiative et de référendum de la municipalité d'Amsterdam, en 2015 président de la fondation Leo-Smit puis en 2018 président du conseil d'administration de Data Authority Jersey. Entre 2021 et 2023, il est président du Comité consultatif sur les demandes de restitution de biens culturels liés à la Seconde Guerre mondiale.

## Décoration
- 1998 : chevalier de l'ordre d'Orange-Nassau